# Палеостомі
Озеро Палеостомі, або Паліастомі (груз. პალიასტომი) — малий лиман біля міста Поті в Грузії, пов'язаний із Чорним морем вузьким каналом. Поверхня — 17,3 км², середня глибина — 2,6 м. Важлива рибопромислова водойма.
Лиман знаходиться в межах Колхідського національного парку.